# Catedral de Nuestra Señora Reina del Rosario (Phát Diêm)
La Catedral de Nuestra Señora Reina del Rosario o bien Catedral de Phat Diem (en vietnamita: Nhà thờ chính tòa Phát Diệm) es un edificio religioso de la iglesia católica que se encuentra en el distrito de Kim Son de Ninh Binh en el país asiático de Vietnam. La arquitectura de la iglesia Fat Diem es una mezcla entre estilos vietnamitas y europeos. Aunque una iglesia, que fue construida en la arquitectura del templo tradicional vietnamita. Fue construida de piedra y madera en 1892. Es la catedral de la diócesis de Phát Diêm.